# Státní poznávací značky v Irsku

Ukázka v současnosti platného tvaru irské poznávací značky

Tvar značky v roce 2013

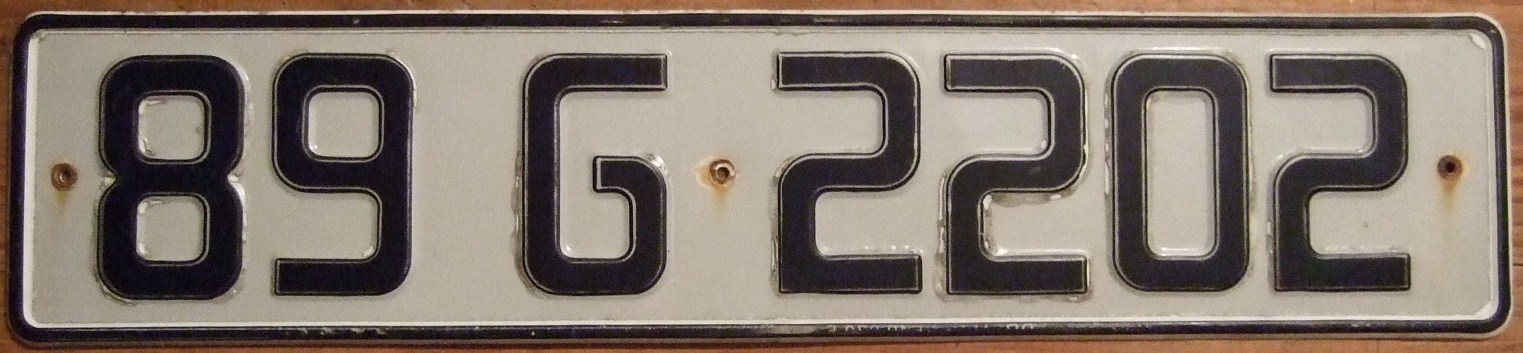
Tvar značky mezi lety 1987 a 1991

Státní poznávací značky v Irsku mají podle systému fungujícího od roku 1987 tvar RR-HH-ČČČČČČ. Jednotlivé části registračního kódu jsou:
- RR – dvoučíselné označení roku (1987 = 87, 2012 = 12), v němž je vozidlo registrováno
- HH – jedno- či dvoupísmenné označení hrabství (D = Dublin, CE = hrabství Clare), v němž je vozidlo registrováno
- ČČČČČČ – jedno- až šestičíselné pořadové číslo registrovaného vozidla

## Současné provedení

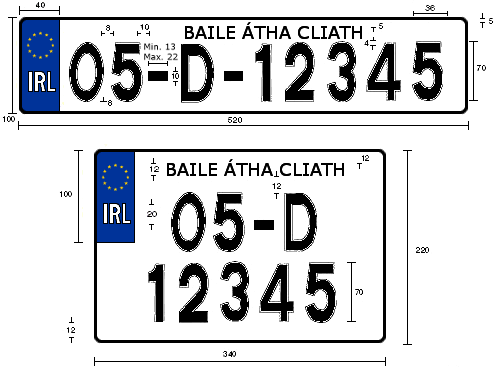
Specifikace rozměrů poznávacích značek

Pořadová čísla mohou být rezervována po vyplnění formuláře VRT15A za poplatek 1000 €. Většina čísel může být  rezervována, výjimky tvoří první pořadová čísla u měst Cork, Dublin, Limerick a Waterford, tato jsou rezervována pro starosty těchto měst.
Vozidla irských ozbrojených složek mají značky stejného typu. Oproti běžným značkám je jejich písmo stříbrné na černém podkladu. Dalším rozdílem je, že na nich nenalezneme irské označení hrabství.
V současnosti existují už pouze dva typy značek, pro něž se používá britský systém platný před rokem 1987. Jedná se o série:
- ZZ – tato série je určena pro dočasnou registraci vozidel na dobu, která nepřekračuje jeden měsíc. Tento typ je používán pro vozidla koupená v Irsku, avšak určená na brzký vývoz. Sekvence je tvořena písmeny ZZ následovanými pětimístným číslem.
- ZV – tato série je určena jako alternativa k běžným SPZ pro vozidla starší 30 let, jež jsou v Irsku registrována poprvé.

Dovezená ojetá auta jsou registrována spíše podle roku první registrace v původní zemi, než podle roku dovozu.
V roce 2013 došlo ke změně registrace, kdy místo dvoučíselného označení roku se použije označení tříčíselné. To znamená, že místo označení 13, se v 1. pololetí (leden–červen)  použije 131 a v 2. pololetí (červenec–prosinec) 132. Stane se tak kvůli pověře, která tvrdí, že číslo 13 je nešťastné. Podle Irské společnosti automobilového průmyslu (SIMI) by díky tomu mohly poklesnout prodeje automobilů, a tím pádem by mohl být ohrožen automobilový průmysl.

### Náležitosti značky

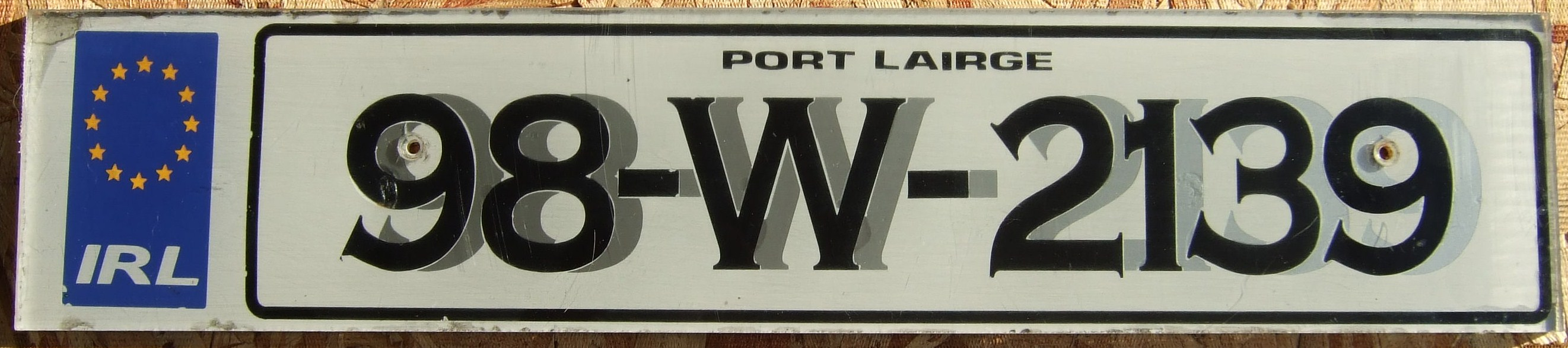
Příklad použití nestandardního fontu

Státní poznávací značka má podle předpisů S.I. No. 318/1992 a S.I. No. 432/1999 tyto náležitosti:
- Značka musí obsahovat registračního kód ve tvaru RR-HH-ČČČČČČ.
- Značka má mít rozměry 520 mm na šířku a 100 mm na výšku (u běžných podlouhlých značek na osobních automobilech) a 340 mm na šířku a 220 mm na výšku (u motocyklů a kamionů).
- U značek není, na rozdíl od většiny evropských zemí, vyžadovaný jednotný font. Písmo však musí být čitelné, černé a bezpatkové.
- Podklad značky musí být reflexní.
- V levé části značky má být modrý proužek s dvanácti žlutými hvězdami (vlajka Evropské unie) a pod ním bílý nápis IRL (mezinárodní poznávací značka Irska).
- Podobně jsou definovány i velikosti písmen a mezer mezi nimi.

U značek je tolerováno nedodržení rozměrů:
- u rozměrů do 70 mm do 1 mm
- u rozměrů nad 70 mm do 3 mm

### Označení hrabství
Kódy hrabství a měst podle standardu ISO 3166-2:IE jsou tvořené prvním a posledním písmenem názvu hrabství (MH = Meath, LK = Limerick). Pokud by při použití tohoto pravidla docházelo ke konfilktu, jsou použité jiné kódy – Kerry = KY a Kilkenny = KK, Waterford = WD a Wexford = WX. Hrabství Tipperary se dělí na Tipperary North = TN a Tipperary South = TS. Města Limerick a Waterford používají jednopísmennou značku odlišnou od zbytku hrabství – L, resp. W. Cork s hrabstvím, Dublin s hrabstvím a Galway s hrabstvím používající taktéž jednopísmenné značky C, D a G.
Kromě písmenného kódu je hrabství také označeno pomocí irského názvu, který se nachází nad vlastní sekvencí znaků.
Kódy a irské názvy jsou podle předpisů S.I. No. 318/1992 a S.I. No. 432/1999 následující:
| kód | hrabství, popř. město    | irský název            |
| --- | ------------------------ | ---------------------- |
| C   | Cork a hrabství Cork     | Corcaigh               |
| CE  | hrabství Clare           | An Clár                |
| CN  | hrabství Cavan           | An Cabhán              |
| CW  | hrabství Carlow          | Ceatharlach            |
| D   | Dublin a hrabství Dublin | Baile Átha Cliath      |
| DL  | hrabství Donegal         | Dún na nGall           |
| G   | Galway a hrabství Galway | Gaillimh               |
| KE  | hrabství Kildare         | Cill Dara              |
| KK  | hrabství Kilkenny        | Cill Chainnigh         |
| KY  | hrabství Kerry           | Ciarraí                |
| L   | Limerick                 | Cathair Luimní         |
| LD  | hrabství Longford        | An Longfort            |
| LH  | hrabství Louth           | An Lú                  |
| LK  | hrabství Limerick        | Luimneach              |
| LM  | hrabství Leitrim         | Liatroim               |
| LS  | hrabství Laois           | Laois                  |
| MH  | hrabství Meath           | An Mhí                 |
| MN  | hrabství Monaghan        | Muineachán             |
| MO  | hrabství Mayo            | Maigh Eo               |
| OY  | hrabství Offaly          | Uíbh Fhailí            |
| RN  | hrabství Roscommon       | Ros Comáin             |
| SO  | hrabství Sligo           | Sligeach               |
| TN  | Severní Tipperary        | Tiobraid Árann Thuaidh |
| TS  | Jižní Tipperary          | Tiobraid Árann Theas   |
| W   | Waterford                | Cathair Phort Láirge   |
| WD  | hrabství Waterford       | Port Láirge            |
| WH  | hrabství Westmeath       | An Iarmhí              |
| WX  | hrabství Wexford         | Loch Garman            |
| WW  | hrabství Wicklow         | Cill Mhantáin          |

## Historie

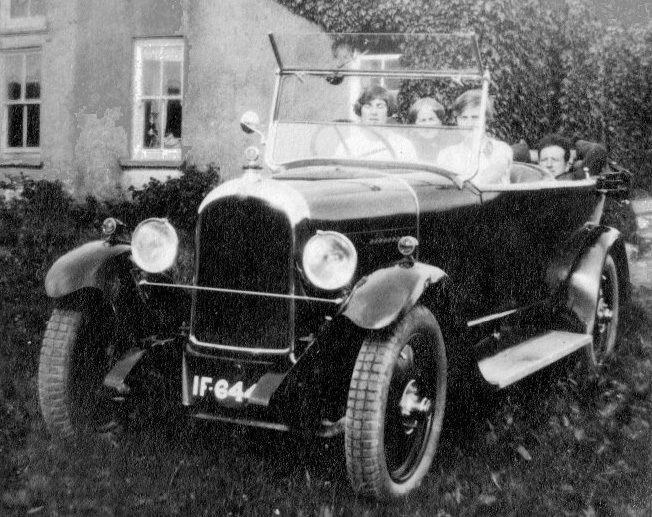
Fotografie zobrazující Ford model A v roce 1929 či 1930 se značkou Corku – IF 644

Od roku 1903 do roku 1986 byl v Irsku používán britský systém poznávacích značek. Značky sestávaly z písmena označující hrabství doplněným vždy o písmeno I (Irsko) před nebo za písmenem označujícím hrabství. Za tímto kódem následovalo pořadové číslo od 1 do 9999. Dvoupísmenné kódy tedy nabývaly tvarů IA–IZ a AI–ZI. Písmena G, S a V se vynechávala, neboť byla rezervována pro Skotsko, avšak po odtržení Irska od Spojeného království a vyčerpání irských sérií byla od 80. let 20. století také použita.
Přidělení kódů se řídilo abecedním pořadím irských a severoirských hrabství. Řada ve tvaru ZA–ZZ byla doplňková, sloužila tam, kde již běžné série nedostačovaly. Série ZZ byla přidělena dočasným registracím.

### Staré kódy hrabství

Tvar zadní značky Dublinu před rokem 1987

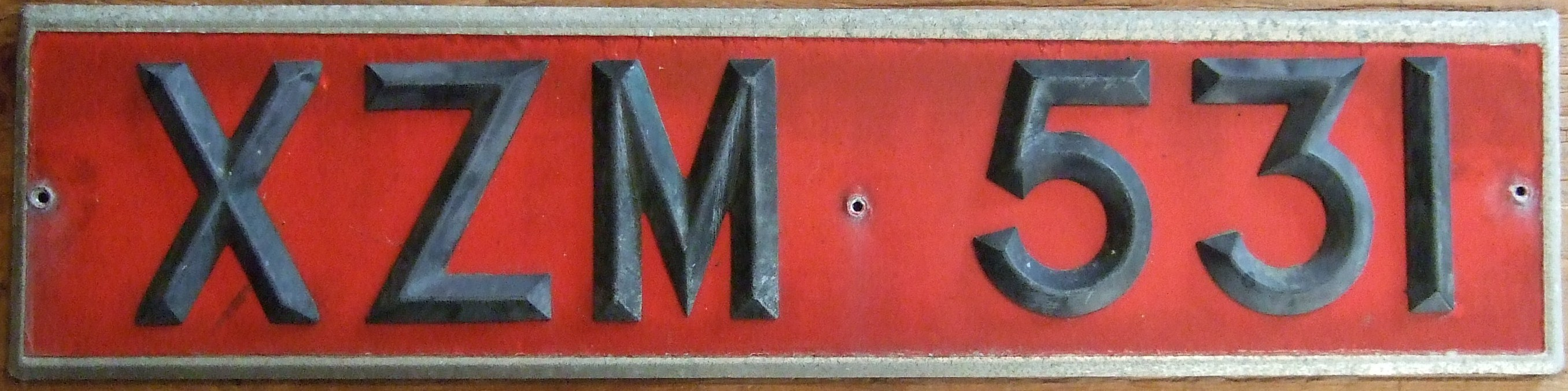
Stará značka

| písmeno (X) | kód ve tvaru (IX) | hrabství či město            | kód ve tvaru (XI) | hrabství či město           | kód ve tvaru (ZX) | hrabství či město                                   |
| ----------- | ----------------- | ---------------------------- | ----------------- | --------------------------- | ----------------- | --------------------------------------------------- |
| A           | IA                | hrabství Antrim              | AI                | hrabství Meath              | ZA                | Dublin                                              |
| B           | IB                | hrabství Armagh              | BI                | hrabství Monaghan           | ZB                | hrabství Cork                                       |
| C           | IC                | hrabství Carlow              | CI                | hrabství Laois              | ZC                | Dublin                                              |
| D           | ID                | hrabství Cavan               | DI                | hrabství Roscommon          | ZD                | Dublin                                              |
| E           | IE                | hrabství Clare               | EI                | hrabství Sligo              | ZE                | hrabství Dublin                                     |
| F           | IF                | hrabství Cork                | FI                | Severní Tipperary           | ZF                | Cork                                                |
| H           | IH                | hrabství Donegal             | HI                | Jižní Tipperary             | ZH                | Dublin                                              |
| J           | IJ                | hrabství Down                | JI                | hrabství Tyrone             | ZJ                | Dublin                                              |
| K           | IK                | hrabství Dublin              | KI                | hrabství Waterford          | ZK                | hrabství Cork                                       |
| L           | IL                | hrabství Fermanagh           | LI                | hrabství Westmeath          | ZL                | Dublin                                              |
| M           | IM                | hrabství Galway              | MI                | hrabství Wexford            | ZM                | hrabství Galway                                     |
| N           | IN                | hrabství Kerry               | NI                | hrabství Wicklow            | ZN                | hrabství Meath                                      |
| O           | IO                | hrabství Kildare             | OI                | Belfast                     | ZO                | Dublin a hrabství                                   |
| P           | IP                | hrabství Kilkenny            | PI                | Cork                        | ZP                | hrabství Donegal                                    |
| R           | IR                | hrabství Offaly              | RI                | Dublin                      | ZR                | hrabství Wexford                                    |
| T           | IT                | hrabství Leitrim             | TI                | hrabství Limerick           | ZT                | Cork                                                |
| U           | IU                | hrabství Limerick            | UI                | Londonderry                 | ZU                | Dublin a hrabství                                   |
| W           | IW                | hrabství Londonderry         | WI                | Waterford                   | ZW                | hrabství Kildare                                    |
| X           | IX                | hrabství Longford            | XI                | Belfast                     | ZX                | hrabství Kerry                                      |
| Y           | IY                | hrabství Louth               | YI                | Dublin                      | ZY                | hrabství Louth                                      |
| Z           | IZ                | hrabství Mayo                | ZI                | Dublin                      | ZZ                | dočasné registrace                                  |
|             |                   |                              |                   |                             | Z                 | hrabství Dublin                                     |
| G           | IG                | hrabství Fermanagh (od 2004) | GI                | Jižní Tipperary (od 1985)   | ZG                | Dublin a hrabství (od 1983)                         |
| S           | IS                | hrabství Mayo (od 1983)      | SI                | Dublin a hrabství (od 1982) | ZS                | Dublin a hrabství (od 1984)                         |
| V           | IV                | Limerick (od 1982)           |                   |                             | ZV                | Dublin a hrabství (od 1985) / vozidla starší 30 let |